# Hulst
Hulst (zelandès Ulst) és un municipi de la província de Zelanda, al sud dels Països Baixos. Es troba a la regió del Flandes zelandès. L'1 de gener de 2009 tenia 27.907 habitants repartits per una superfície de 251,09 km² (dels quals 49,71 km² corresponen a aigua). Limita al nord amb Borsele i Reimerswaal, a l'oest amb Terneuzen, a l'est amb Antwerpen i al sud amb els municipis flamencs de Stekene, Sint-Gillis-Waas i Beveren.

## Administració
El consistori consta de 21 membres, compost per:
- Partit del Treball, (PvdA) 5 regidors
- Crida Demòcrata Cristiana, (CDA) 4 regidors
- Groot Hontenisse 3 regidors
- Progressief Hulst 3 regidors
- Algemeen Belang 2 regidors
- Gemeenschappelijk Belang 2 regidors
- Partit Popular per la Llibertat i la Democràcia, (VVD) 1 regidors
- Partit Socialista, (PvdA) 1 regidor